# Yugen Blakrok
Yugen Blakrok est une rappeuse sud-africaine basée à Johannesbourg, signée sur plusieurs labels indépendants, notamment Iapetus en Afrique du Sud et I.O.T Records en France. En 2019 elle participe avec Vince Staples à la bande originale du blockbuster américain Black Panther, produite par Kendrick Lamar.

## Biographie
Durant son enfance à Johannesburg, Yugen Blakrok découvre le hip-hop militant dans les années 1990 par le prisme des programmes télévisés américains rediffusés sur les chaînes sud-africaines. Engagée à son tour, elle se réclame plus du mouvement Womanism africain que du féminisme. En 2009, elle rejoint le label indépendant Iapetus records et sort son premier album Return of the Astro-Goth en 2013, produit par Kanif The Jhatmaster, qui la suit depuis ses débuts. Bien reçu par la critique ainsi que par ses pairs, elle se voit nommée aux South Africa Hip-Hop Awards 2014 et entame ses premières tournées internationales.
Remarquée par le magazine Rolling Stone pour sa participation à la bande originale du film Black Panther, son deuxième album, Anima Mysterium, sort le 1er février 2019,. On peut y entendre la voix de Kool Keith sur le morceau Mars Attack.
Son troisième album, The Illusion of Being, est diffusé en 2025.

## Discographie: albums
- 2013 : Return of the Astro-Goth
- 2019 : Anima Mysterium
- 2025 : The Illusion of Being